# Албрехт фон Вюртемберг
Албрехт фон Вюртемберг с пълното име Албрехт Мария Александер Филип Йозеф фон Вюртемберг (на немски: Albrecht Maria Alexander Philipp Joseph Herzog von Württemberg; * 23 декември 1865, Виена; † 29 октомври 1939, Алтсхаузен) е херцог на Вюртемберг и глава на фамилията Вюртемберг (1921 – 1939).

## Биография
Той е най-възрастният син на херцог Филип фон Вюртемберг (1838– 1917)  и на ерцхерцогиня Мария Тереза Австрийска (1845 – 1927), дъщеря на ерцхерцог Албрехт Австрийски, херцог на Тешен, внучка на ерцхерцог Карл Австрийски.
Албрехт следва право в университет Тюбинген. През 1885 г. той постъпва на служба във вюртембергската войска, а след това и в пруската войска. От 15 юни 1898 г. е генерал-майор, а от 1 август 1916 г. е пруски генерал-фелдмаршал.
Понеже крал Вилхелм II фон Вюртемберг (1848 – 1921) няма синове, Албрехт е наследствен тронпринц. Затова от 1890-те фамилията му резидира в палата на кронпринца в Щутгарт.
Най-големият му син Филип II Албрехт го наследява като шеф на дома Вюртемберг.

## Фамилия
Албрехт се жени през 1893 г. за ерцхерцогиня Маргарета София (1870 – 1902), дъщеря на ерцхерцог Карл Лудвиг Австрийски и втората му съпруга Мария Анунциата Бурбон-Сицилианска. Тя е леля на император Карл I. Те имат трима сина и четири дъщери.
- Филип II Албрехт (1893 – 1975)
- Албрехт Ойген (1895 – 1954), жени се 1924 г. за Надежда Българска, дъщеря на цар Фердинанд I от България
- Карл Александер (1896 – 1964) (Патер Одо О.С.Б., бенедиктински монах)
- Мария Амалия (1897 – 1923)
- Мария Тереза (1898 – 1928)
- Мария Елизабет (1899 – 1900)
- Маргарита Мария (1902 – 1945)

- Ерцхерцогиня Маргарета София и нейният съпруг херцог Албрехт фон Вюртемберг
- Децата на Албрехт фон Вюртемберг през 1903